# Ruth Johanna Benrath
Ruth Johanna Benrath (geboren 1966 in Heidelberg) ist eine deutsche Autorin, die Gedichte, Romane, Theaterstücke und Hörspiele schreibt.

## Leben
Ruth Johanna Benrath studierte Germanistik, Philosophie und Geschichte und promovierte 2004 über das Selbstverständnis von Geschichtslehrkräften aus der DDR vor und nach 1989. Sie lehrte an der FU Berlin, wo sie als Wissenschaftliche Mitarbeiterin angestellt war. Neben ihren beiden Romanen, die bei Steidl und Suhrkamp erschienen sind, trat sie bei interdisziplinären Kunstprojekten und Literaturperformances auf.
Lyrische Texte von Ruth Johanna Benrath erschienen unter anderem im Jahrbuch der Lyrik und in den Literaturzeitschriften Sinn und Form, Manuskripte und in der FAZ. Seit 2015 schreibt sie regelmäßig im Logbuch, dem literarischen Blog des Suhrkamp Verlages. Ihr literarisches Schreiben wurde mit zahlreichen Stipendien und Preisen gewürdigt.
Ruth Johanna Benrath schreibt auch Klangkunsthörspiele. Ihr Stück Geh Dicht Dichtig! Der lautpoetische Hörspieldialog Geh Dicht Dichtig! mit Elfriede Gerstl (ORF/BR 2019) wurde im April 2019 zum Hörspiel des Monats und in der Folge zum Hörspiel des Jahres gewählt und zu den österreichischen Hörspieltagen eingeladen. Ihr gemeinsam mit Anna Opel produzierter künstlerischer Audiowalk zu Rosa Luxemburg wurde 2019 vom Berliner Senat und von der Rosa-Luxemburg-Stiftung gefördert. 2020 entstand ein Audiowalk zur 75. Wiederkehr des Jahrestages der Ermordung von Albrecht Haushofer im Auftrag der Gedenkstätte Deutscher Widerstand.
2021 kuratierte sie die sommerliche Veranstaltungsreihe „Literarische Spaziergänge durch die Zernikower Gutslandschaft“, gefördert vom Bundesministerium für Kultur und Medien.

## Publikationen

### Hörspiel
- 2015: Mich mir merken, Regie: Judith Lorentz (SWR 2015)
- 2017: Der Korallene Wald. Klangkunsthörspiel für Annette von Droste-Hülshoff (WDR 2017)
- 2018: Aus der Tiefe. Hörspiel (RBB 2018)
- 2019: Geh Dicht Dichtig! Ein lautpoetischer Hörspieldialog mit Elfriede Gerstl, Regie: Christine Nagel, Komposition: Lauren Newton (ORF/BR 2019)
- 2020: Baby, Baby. Luftpost  für Janis. Poetisch-musikalischer Sprachsoundtrack zu Janis Joplins 50. Todestag (Ö1 Kunstradio 2020) zusammen mit Judith Nika Pfeifer und Sounding Situations
- 2020: Wurfsendung Die Litfaßsäule anlässlich ihrer Abschaffung zusammen mit Astrid Litfaß (Deutschlandfunk Kultur 2020)
- 2020: Wurfsendung Sprechtraining (Deutschlandfunk Kultur, Erstsendung am 25. Mai 2020)
- 2020: Sprache, mein Stern. Hölderlin hören. Regie und Komposition: Ulrike Haage (RBB/BR/Deutschlandfunk Kultur 2020)
- 2020: Wir gehen, wir gehen – ein Leben lang! Eine Begegnung mit Hans Jürgen von der Wense, Regie: Christine Nagel, Komposition: Mario Bertoncini (Deutschlandfunk Kultur 2019/HR 2020)
- 2021: Blume Wolke Vogel Fisch, Hörspiel, Regie: Stefan Kanis (MDR 2021)[9]
- 2022: PSALM/aus der tieffen, Regie: Stefan Kanis, Komposition: Dietrich Petzold (MDR 2022)[10]
- 2022: Wie sich alles verdichtet in Blumen. Zum 175. Geburtstag von Max Liebermann, Regie und Komposition: Ulrike Haage (rbb 2022)[11]
- 2024: Mutter haben (Teil 1 und 2), Hörspiel, Regie Christine Nagel (BR 2024)[12]
- 2024: Zugluft im Weltgefüge, Hörspiel, Regie: Stefan Kanis (MDR 2024)[13]

### Lyrik
- 2007: Kehllaute, Lunardi Verlag, Berlin 2007, ISBN 978-3-9809935-8-6.

### Prosa
- 2009: Rosa Gott, wir loben dich, Steidl Verlag, Göttingen 2009, ISBN 	978-3-86521-879-7.
- 2011: Wimpern aus Gras, Suhrkamp Verlag, Berlin 2011, ISBN 978-3-518-46269-0.
- 2020: Hase und Mond. Eine Geschichte für Odilia, Windy Verlag, Düsseldorf 2020[14], ISBN 978-3-948417-15-4

### Sachbuch
- 2005: Kontinuität im Wandel: eine empirisch-qualitative Untersuchung zur Transformation des didaktischen Handelns von Geschichtslehrkräften aus der DDR, Schulz-Kirchner Verlag, Idstein 2005, ISBN 978-3-8248-0338-5.

## Auszeichnungen (Auswahl)
- 2001: Endrundenteilnehmerin beim Open Mike der Literaturwerkstatt Berlin
- 2007: Arbeitsstipendium des Berliner Senats
- 2008: Arbeitsstipendium des Landes Brandenburg im Künstlerhaus Wiepersdorf
- 2008: Alfred-Döblin-Stipendium der Akademie der Künste (Berlin) in Wewelsfleth
- 2008: Stipendium im Künstlerhaus Lukas in Ahrenshoop
- 2008: Arbeitsstipendium der Stiftung Preußische Seehandlung
- 2009: Martha-Saalfeld-Förderpreis des Landes Rheinland-Pfalz
- 2010: Buch des Jahres Rheinland-Pfalz für Rosa Gott wir loben dich
- 2011: H.C. Artmann-Stipendium der Stadt Salzburg[15]
- 2011: Frau Ava Literaturpreis für Wimpern aus Gras
- 2012: Writer-in-residence-Stipendium des Allegheny Colleges in Pennsylvania
- 2012: Stipendium des Landes Niedersachsen im Künstlerhof Schreyahn
- 2013: Aufenthaltsstipendium des Landes Rheinland-Pfalz im Künstlerhaus Edenkoben
- 2014: Stipendium zum deutschen Kindertheaterpreis für Der Junge bei den Fischen[16]

- 2014: Aufnahme von Ich Gülsüm, Du Häschen in den Stückepool „Empfohlene Stücke“ im Rahmen des deutsch-niederländischen Kaas und Kappes Kinderstücke-Preises[17]

- 2014: Aufenthaltsstipendium des Landes Rheinland-Pfalz in Vézelay
- 2014: 1. Preis des Forums junger Autoren am Landestheater Coburg für Klassenkämpfe[18]
- 2015: 1. Preis beim Kurzdramenwettbewerb Marburg für Mich Mir Merken
- 2016: Stipendium im Künstlerdorf Schöppingen
- 2016: Stipendium der Kunststiftung NRW für das Hörspiel Der Korallene Wald[19]
- 2017: Autorenstipendium des Berliner Senats[20]
- 2018: Land-in-Sicht-Stipendium des Hessischen Ministeriums für Wissenschaft und Kunst[21]
- 2019: 1. Preis, Schwäbischer Literaturpreis, für die Erzählung Auftauen
- 2019: Nominierung von Geh Dicht Dichtig! zum deutschen Hörspielpreis der ARD[22]
- 2019: Auszeichnung durch die Deutsche Akademie der Darstellenden Künste zum Hörspiel des Monats April und Hörspiel des Jahres für Geh Dicht Dichtig! Hörspieldialog mit Elfriede Gerstl[4][23]
- 2020: Stipendium des Kinder- und Jugendtheaterzentrums für das Kinderstück IM WALD (DA SIND)[24]
- 2020: ORF Hörspielpreis der Kritik für Geh Dicht Dichtig!
- 2021: Kaas-und-Kappes-Preis, niederländisch-deutscher Autorenpreis für Kinder-und-Jugendtheater für IM WALD (DA SIND)[25]
- 2021: Lyrikpreis München[26]
- 2021: Auszeichnung des Hörstücks Blume Wolke Vogel Fisch durch die Deutsche Akademie der darstellenden Künste zum Hörspiel des Monats November[27]
- 2022: Nominierung des Hörspiels PSALM/aus der tieffen für den Hörspielpreis der ARD[28]
- 2022: Nominierung des Kinderstücks IM WALD (DA SIND) für den Kölner Kinder- und Jugendtheaterpreis[29]
- 2024: Einladung des Stückes SIEBEN zum Theaterfestival für zeitgenössische Dramatik WAS FÜR EIN DRAMA#3 im Theater unterm Dach
- 2024: Einladung des Hörspiels ZUGLUFT IM WELTGEFÜGE zu den Hörspieltagen der ARD